# Sint-Margareta-ommegang
De Sint-Margareta-ommegang is een ommegang in de tot de Oost-Vlaamse stad Aalst behorende plaats Baardegem.
De ommegang beweegt zich langs een vijftal kapelletjes die zich bevinden in Baardegem-Dorp, aan de Bieseweide en aan Houwelgat.
De devotie tot Sint-Margareta (ook: Sint-Margriet) in Baardegem is al eeuwenoud. Op 9 juli 1656 werd een relikwie van deze heilige plechtig overgebracht naar de kerk. De huidige kapelletjes werden midden 19e eeuw gebouwd. Het zijn:
- De Sint-Barbarakapel op de hoek Baardegem-Dorp met Houwelgat uit 1847, met een neogotisch beeld in gepolychromeerd hout dat waarschijnlijk dateert uit het begin van de 19e eeuw en dat gerestaureerd werd in 2015
- De Onze-Lieve-Vrouw van Lourdeskapel aan de Houwelgat bij de Molenweg,
- De Onze-Lieve-Vrouw van Bijstandkapel aan de splitsing Houwelgat met de Kerkhofkouterbaan (ook: Wit kapelleke of Rietkapelleke), uit 1841,
- De Sint-Jozefkapel bij de splitsing Kerkhofkouterbaan met Molenweg,
- De Sint-Margarethakapel op de hoek Baardegem-Dorp met Bieseweide, uit 1835, met een 19e-eeuws beeld.

De jaarlijkse ommegang vindt plaats op 20 juli. Tijdens de ommegang wordt de relikwieschrijn meegedragen.
Vanouds wordt Margaretha aangeroepen bij barensweeën, onvruchtbaarheid, krampen en borstkwalen. In de jaren '50 en '60 van de 20e eeuw kwamen moeders hun kleintjes hier nog laten zegenen tegen kinkhoest en stuipen.

## Galerij

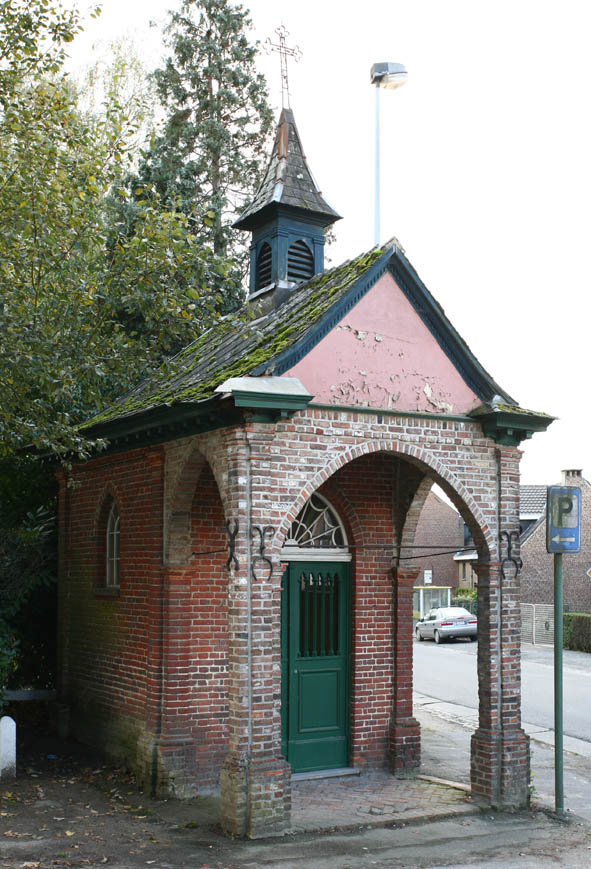
Sint-Barbarakapel
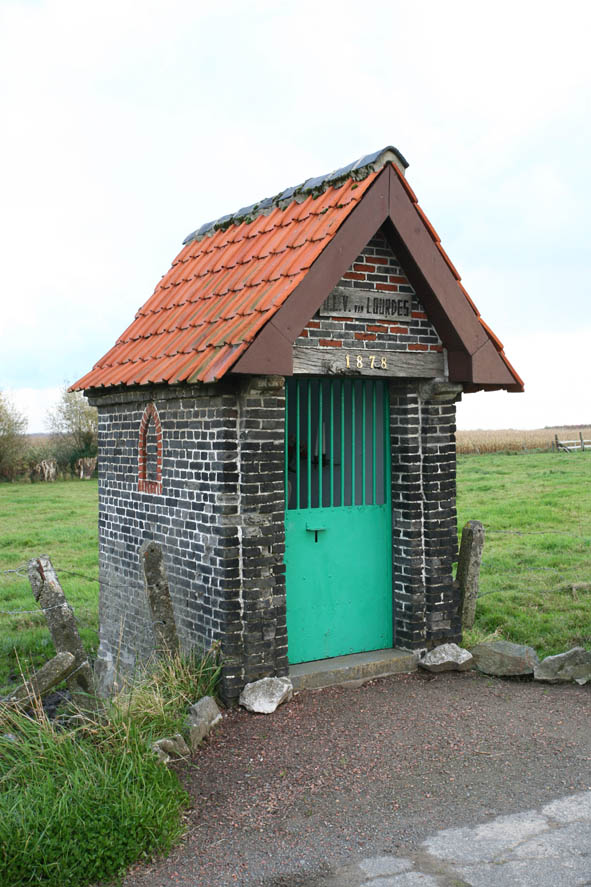
Onze-Lieve-Vrouw van Lourdeskapel
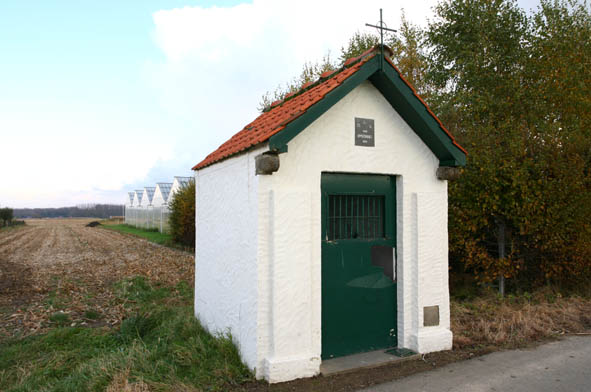
Onze-Lieve-Vrouw van Bijstandkapel
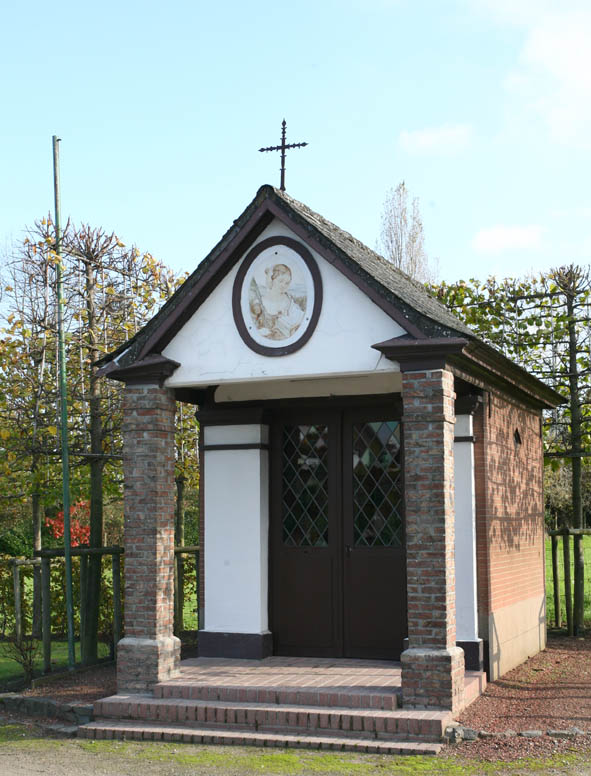
Sint Margaretakapel